# Фисен
Фисен (њем. Füssen) град је у њемачкој савезној држави Баварска. Једно је од 45 општинских средишта округа Осталгој. Према процјени из 2010. у граду је живјело 14.236 становника. Посједује регионалну шифру (AGS) 9777129.

## Географски и демографски подаци
Фисен се налази у савезној држави Баварска у округу Осталгој. Град се налази на надморској висини од 808 метара. Површина општине износи 43,5 km². У самом граду је, према процјени из 2010. године, живјело 14.236 становника. Просјечна густина становништва износи 327 становника/km².

## Међународна сарадња
| Мјесто     | Држава  | Врста сарадње | Од    |
| ---------- | ------- | ------------- | ----- |
| Хелен      | САД     | контакт       | 1980. |
| Нумата     | Јапан   | партнерство   | 1995. |
| Палестрина | Италија | партнерство   | 1972. |
| Извор      |         |               |       |